# مونيك لويز
مونيك لويز (بالإنجليزية: Monique Luiz)‏ هي ممثلة أمريكية، ولدت في 3 مايو 1961.

## وصلات خارجية
- مونيك لويز على موقع IMDb (الإنجليزية)